# Romerske Kongerige
Det Romerske Kongerige – undertiden også omtalt som det romerske monarki eller den kongelige periode i Romerriget – var den tidligste periode i den romerske historie, hvor byen og dets territorium blev regereret  af konger. I henhold til romersk mytologi og tradition blev det Romerske Kongerige dannet i forbindelse med byens grundlæggelse i ca. 753 f.Kr., hvor folk bosatte sig omkring Palatinerhøjen langs floden Tiberen i det centrale Italien. Det Romerske Kongerige endte med afsættelsen af kongen og oprettelsen af den Romerske Republik i ca. 509 f.Kr.
Der vides kun lidt om det Romerske Kongeriges historie, da der ikke findes kilder – og kun få inskriptioner – fra kongernes tid. Beretningerne om denne periode er blevet nedskrevet under de efterfølgende perioder for henholdsvis den Romerske Republik og det Romerske Kejserrige, og disse menes i høj grad at være baseret på mundtlig overlevering.

## Oprindelse
Stedet for grundlæggelsen af det Romerske Kongerige (og det senere Republik og Kejserrige) var ved et vadested ved floden Tiberen i Centralitalien. Dette vadested gjorde det muligt at krydse floden. Palatinerhøjen og de omkringliggende højde (se Roms syv høje) fungerede som let forsvarlige positioner i den flade, frugtbare slette omkring dem. Alle disse fordele bidrog til byens succes.
I henhold til den traditionelle version af romersk historie – hovedsageligt overleveret gennem Livius (ca. 64–17 e.Kr.), Plutarch (46–120 e.Kr.) og Dionysios af Halikarnassos (ca. 60–7 f.Kr.) – blev bosættelsen i Rom styret af en række på syv konger i byens første århundreder. Den traditionelle kronologi – fastlagt af Varro (116–27 f.Kr.) og Fabius Pictor (ca. 270–200 f.Kr.) – bestemmer deres samlede regeringstid til 243 år, hvilket giver et gennemsnit på næsten 35 år. Siden Barthold Georg Niebuhrs arbejde har moderne forskning generelt forkastet denne kronologi. Gallerne ødelagde mange af Roms historiske arkiver, da de plyndrede byen efter Slaget ved Allia i 390 f.Kr. (i henhold til Varro; fandt dette slag ifølge Polybius sted i 387-6 f.Kr.), og hvad der var tilbage, gik i sidste ende tabt ved efterfølgende plyndringer. Da der derfor ikke i dag eksisterer nogle samtidige kilder fra perioden for kongedømmet, skal man tilgå alle beretninger om de romerske konger og det Romerske Kongerige kritisk.

### Oprindelsesmyte
I henhold til den mest kendte udgave af legenden om Romulus og Remus var de grandsonsønner af Numitor, kongen af Alba Longa. Efter Numitor blev afsat af sin bror Amulius, blev hans datter Rhea Silvia tvunget til at blive Vestalinde. Hun blev gravid – angiveligt voldtaget af krigsguden Mars – og fødte de to uægte brødre. Amulius befalede efterfølgende, at børnene skulle efterlades for at dø på Palatinerhøjens skråninger eller i Tiberen, men de blev diegivet af en ulvinde ved Lupercalegrotten.Brødrene blev derefter fundet af hyrden Faustulus og taget af ham og hans kone Acca Larentia. Faustulus afslører i sidste ende brødrenes sande oprindelse, og de afsætter eller myrder Amulius og genindsætter Numitor på tronen. Herefter forlader de stedet, eller bliver sendt, for at grundlægge en ny by der, hvor de blev reddet.
I forbindelse med grundlæggelsen af den nye by opstod der midlertidig en konflikt mellem tvillingerne, hvilket i sidste ende førte til Remus' død. Nogle kilder fortæller, at Romulus dræbte sin bror med egne hænder, andre at Remus og nogle gange også Faustulus blev dræbt i et større slagsmål. Wiseman og andre forskere mener, at drabet op Remys er blevet tilføjet fortællingen i det 4. århundrede f.Kr. under Stenderkampene, hvor Roms underklasse – plebejere – begyndte at gøre modstand mod overgreb fra overklassen, patricierne.
Romulus opførte herefter byens første bymure og erklærede bosættelsen for et fristed for forviste, kriminelle og flygtende slaver. Byen voksede herefter, men fik også en overvejende mandlig befolkning. Da Romulus' diplomatiske forsøg på at skaffe kvinder fra nabobyerne mislykkes, benytter han den religiøse fest Consualia til at bortføre kvinderne fra sabinerne. I henhold til Livius, drog sabinerne herefter i krig for at få deres kvinder tilbage. Sabiner kvinderne tvang dog de to grupper til at slutte fred. Herefter blev den sabinske konge Titus Tatius indsat som medhersker sammen med Romulus.
Nogle moderne forskere har foreslået, at historien kan være opstået som anti-romersk propaganda fra det sene fjerde århundrede f.Kr. Men på grund af den kapitolske ulveskulptur, der sandsynligvis stammer fra det sjette århundrede f.Kr., er det mere sandsynligt, at den afspejler en oprindelig romersk tradition. Uanset hvad, var historien bredt accepteret af romerne i det tredje århundrede f.Kr., og den blev endda gengivet på nogle af Roms første sølvmønter i 269 f.Kr. I sin bog "Beginnings of Rome" fra 1995 argumenterer Tim Cornell for, at myterne om Romulus og Remus er "populære udtryk for nogle universelle menneskelige behov eller erfaringer" snarere end de er lånt fra Grækenland eller Mesopotamien. Historien om jomfrufødsel, dyrenes hjælp, ydmyge stedforældre og en triumferende tilbagevenden for at fordrive en ond leder er nemlig almindelige mytologiske elementer på tværs af Eurasien og endda i Amerika.

## Politik
Omkring tiden 700 f.Kr. var Rom ikke meget andet end en ganske lille, primitiv landsby under stor indflydelse fra etruskerne, som var langt højere udviklet på denne tid, hvor de styrede det meste af det centrale Europa. Etruskernes indflydelse på Rom havde stor betydning for, hvordan byen senere udviklede sig til at blive det kæmpe verdensrige, som vi kender i dag, bl.a. pga. etruskernes dygtige ingeniører og byplanlæggere, der i nogen grad lærte romerne at bygge med bronze og jern.
I kongedømmet herskede der ubestridt autokrati, kongen havde den absolutte myndighed over alle statssager, heriblandt kommandoen over hæren, samt var dommer for samtlige borgere og byens øverste præst med kontakt til guderne. I den senere kongetid voksede byen dog, og kongen indså, at han ikke kunne styre det hele uden en eller anden form for rådgivning, derfor udvalgte han en række familieoverhoveder (pater familias) i en række fremtrædende famiier. Disse skulle så være hans rådgivere, og dermed blev Det romerske Senat formet.
I kongetiden skete der også en række reformer, som skulle vise sig at have stor indflydelse for romerrigets ekspansion senere hen, bl.a. en reform af hæren, som gik ud på, at det ikke længere var de fornemmeste rige slægter, som udgjorde hæren, men at de almindelige borgere, som havde råd til at købe en læderrustning, skjold og spyd også kunne indtræde i hæren. (Gaius Marius videreudviklede dette, da han i 107 f. kr. gjorde det muligt for selv klasseløse at være en del af hæren). Dette medførte en større politisk bevidsthed og gav selvtillid hos borgerne og gjorde, at hærens magt og statens politiske magt blev forenet.

## Kongerigets fald
I 509 f.Kr. blev republikken indført, efter at en flok fremtrædende familier under ledelse af Lucius Junius Brutus (forfader til Marcus Junius Brutus, der var med til at dræbe Gaius Julius Cæsar), tvang den sidste konge Tarquinius II Superbus og hans familie til at flygte i eksil.